# CoRoT-8
Désignations
CoRoT-8 est une étoile de la constellation de l'Aigle située à une distance d'environ ∼ 1 060 a.l. (∼ 325 pc) de la Terre. Au moins une planète orbite autour de l'étoile.

## Caractéristiques
C'est une naine orange qui a 0,88 M☉ et 0,77 R☉. D'un point de vue astronomique, il s'agit déjà d'une étoile plutôt jeune par rapport au Soleil : son âge est d'environ 3 milliards d'années. Elle tire son nom en l'honneur du télescope spatial CoRoT, à l'aide duquel son compagnon planétaire a été découvert.
En 2010, un groupe d'astronomes travaillant dans le cadre du programme CoRoT a annoncé la découverte de la planète CoRoT-8 b dans le système. C'est une géante gazeuse chaude, de masse et de taille similaire à celle de Saturne. La planète orbite à une distance d'environ 0,06 UA. Elle fait une révolution complète en 6,21 jours,,.
| Planète | Masse            | Demi-grand axe (ua) | Période orbitale (jours) | Excentricité | Inclinaison | Rayon |
| ------- | ---------------- | ------------------- | ------------------------ | ------------ | ----------- | ----- |
| b       | 0,218 ± 0,034 MJ | 0,063 6 ± 0,001 4   | 6,212 445 ± 0,000 007    | 0,19         |             |       |